# Sénat (Égypte)
Pour les autres articles nationaux ou selon les autres juridictions, voir Sénat.
Conseil consultatif
Le Sénat (en arabe : مجلس الشيوخ (Majlis Al-Shiyoukh)) est la chambre haute du parlement bicaméral de l'Égypte depuis 2020. Il est composé de 300 sénateurs renouvelés tous les cinq ans, dont un tiers nommé par le président et les deux tiers restants élus au suffrage universel direct.

## Histoire
Le Sénat est la chambre haute du parlement bicaméral égyptien. Jusqu'en 2014, ce dernier comportait une chambre haute appelée Conseil consultatif, aboli à la suite de la Révolution égyptienne de 2011. La prise du pouvoir par Abdel Fattah al-Sissi conduit cependant au retour au bicamérisme avec l'adoption par référendum d'une révision de la constitution en avril 2019,.

### Conseil consultatif des députés (1866-1879)
Le 22 octobre 1866, sous le règne d'Ismaïl Pacha, le Conseil spécial légifère la création du Conseil consultatif des députés et son statut interne. Le conseil compte 75 membres élus pour 3 ans. Dans les grandes villes, ce sont les maires et les notables qui votent. La représentativité se fait principalement par habitants. Les députés sont âgés de 25 ans minimum et ne possèdent pas d'antécédents judiciaires. Les maires composent la majorité du Conseil, et l'absentéisme est sanctionné. Tous les membres bénéficient de l'immunité parlementaire, sauf en cas de meurtre. Le Conseil consultatif a instauré de nombreuses traditions parlementaires égyptiennes lors de ses 13 ans d'existence.
Dans les années 1870, la crise financière traversée par l'État égyptien provoque une désorganisation des organes de l'État et une dissolution définitive du Conseil en 1879.

### Sénat (1923-1953)
Mohamed Mahmoud Khalil en fut le président de 1939 à 1941.

### Conseil consultatif (1980-2013)

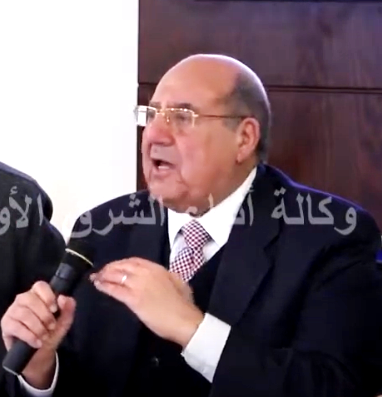
Le Président du Sénat égyptien, Abdel-Wahab Abdel-Razeq.

## Système électoral
Le Sénat est composé de 300 sénateurs renouvelés tous les cinq ans, dont un tiers nommé par le président et les deux tiers restants élus directement par la population. Sur ces 200 sénateurs élus, 100 le sont au scrutin uninominal majoritaire à deux tours dans autant de circonscriptions électorales et les 100 autres au scrutin proportionnel plurinominal avec listes fermées et un seuil électoral de 5 %. Ces derniers sont répartis dans quatre circonscriptions dont deux de 35 sièges et deux autres de 15, basées sur les limites des 27 gouvernorats du pays,,. Les candidats doivent être âgés d'au moins vingt-cinq ans, bénéficier de leurs droits civiques, avoir complété le cycle d'études primaires, et avoir fait leur service militaire.
Le président nomme les 100 sénateurs restants entre l'annonce des résultats officiels des élections et la tenue de la première session de la chambre. Ces nominations sont à la discrétion du chef de l'État, mais sont soumises à plusieurs règles. Les nommés doivent répondre aux mêmes critères que ceux de candidatures des sénateurs élus. S'ils sont membres de partis politiques, la nomination de ces sénateurs ne doit pas aboutir à un changement de majorité. Ils ne peuvent appartenir au même parti politique que celui du président avant son élection, et ne peuvent avoir candidaté sans succès aux élections au scrutin direct. Enfin, un quota de 10 % de sièges réservés aux femmes doit être respecté.